# Вішинелу
Вішинелу (рум. Vișinelu) — село у повіті Муреш в Румунії. Адміністративно підпорядковане місту Сермашу.
Село розташоване на відстані 299 км на північний захід від Бухареста, 41 км на північний захід від Тиргу-Муреша, 38 км на схід від Клуж-Напоки.

## Населення
За даними перепису населення 2002 року у селі проживали 563 особи, усі — румуни. Рідною мовою 562 особи (99,8%) назвали румунську.